# Sub Cetate, Sălaj
Sub Cetate (în maghiară: Valkóváralja) este un sat în comuna Valcău de Jos din județul Sălaj, Transilvania, România.

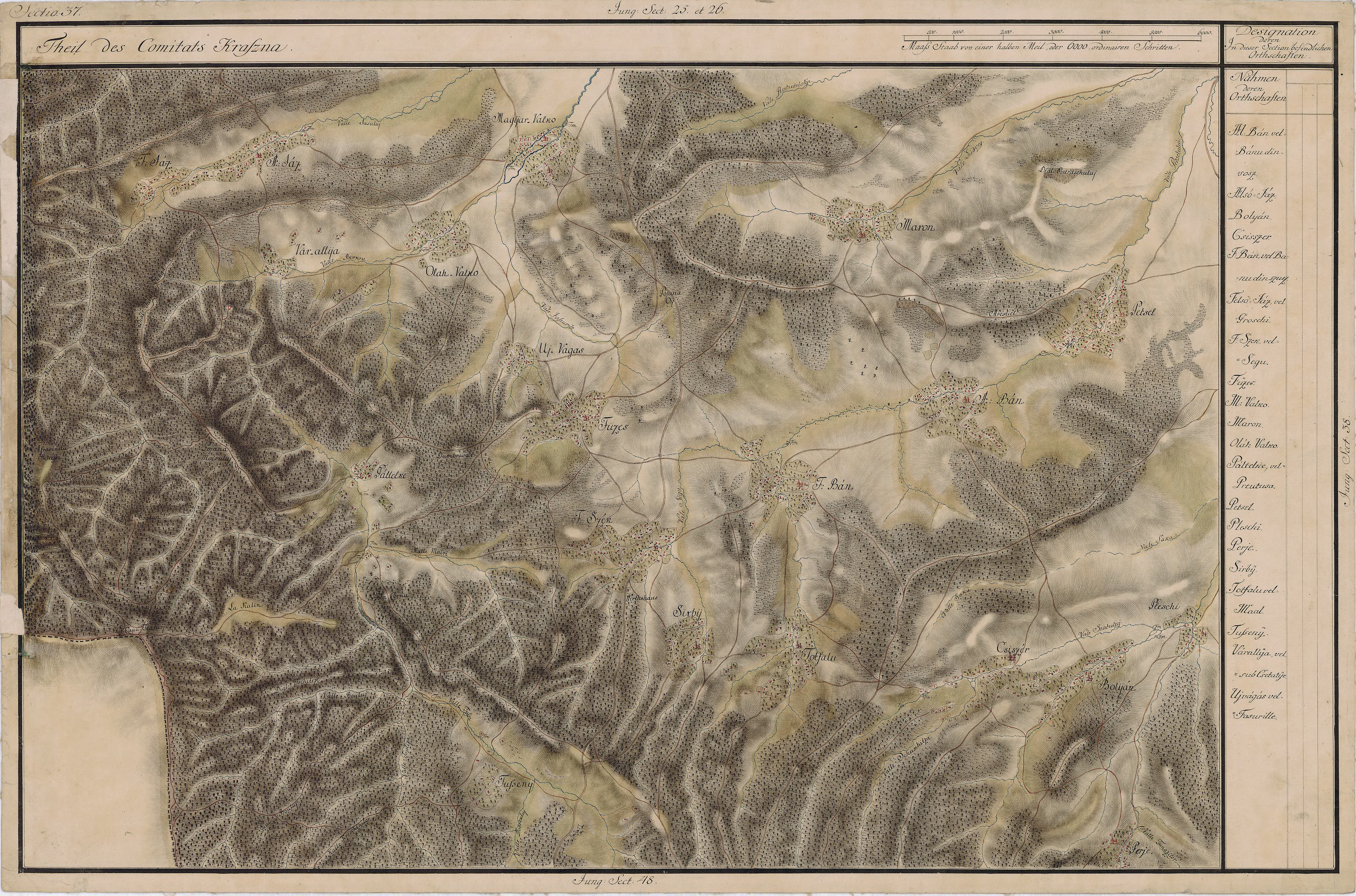
Sub Cetate în Harta Iosefină a Transilvaniei, 1769-73

 Acest articol despre o localitate din județul Sălaj este deocamdată un ciot. Puteți ajuta Wikipedia prin completarea lui.